# Свети Прохор Пчински (манастир)
Пчинският манастир „Свети преподобни Прохор Пчински“ (на сръбски: Манастир Преподобни Прохор Пчињски) е средновековен православен манастир в Пчински окръг, Южна Сърбия.
Подчинен е на Вранската епархия на Сръбската православна църква.

## Местоположение
Манастирът е разположен е в подножието на планината Козяк, на река Пчиня, в близост до село Старац, на 3 km от границата със Северна Македония и на 30 km южно от Враня.

## История
Според житието на Свети Прохор Пчински манастирът е основан в негова чест от византийския император Роман IV Диоген (1068 – 1071), тъй като светецът му предрекъл, че ще получи императорската корона. По-късно е обновен от крал Стефан II Милутин. През 1489 година църквата му е зографисана наново.
Има сведения за функционирането на манастира през XVII и XVIII век, но през 1817 година е ограбен от албанци и турци и запада.
През следващите години Пчинският манастир е управляван от свещеници и видни граждани на близкия град Враня. През 1841 година манастирът изгаря при пожар, заедно с пазена в него реликва, ръка на свети Прохор Пчински. В средата на века са построени нови манастирски сгради, през 1870 година известният иконописец Дичо Зограф преработва част от стенописите в църквата, а през 1899 година тя е разширена и зографисана. През същия период в манастира пребивават постоянно само по няколко монаси.
На 2 август 1944 година в манастира се провежда първото заседание на АСНОМ, чиито решения конституират „македонския език“. След Втората Световна е предаден на НР Сърбия заедно с близките погранични села от генералния секретар на МКП Лазар Колишевски. По повод предаването на манастира на Сърбия на 29 юли 1955 година ватиканската Международна католическа телеграфна агенция го нарича „стар български манастир“, и свързва това и последвалото прогонване на монасите от него с враждебността на югославския режим към македонските българи, и че създаването с декрет на „македонска нация“, на изкуственото създаване на „македонски език“ и радикалното унищожаване на Македонското българско минало целят осигуряване на хегемонията на Белград на Балканите, и заявява, че всичко българско или напомнящо за някакво българско минало на областта се унищожава. Когато на 2 август 1990 година тълпи от цяла СР Македония се стичат в манастира за отбелязване на македонския национален празник Илинден, намират манастира блокиран от великосръбски шовинистични формирования, предвождани от Воислав Шешел и сръбската милиция, нападнали гражданите с тояги и електрически палки, в резултат на което са ранени над 400 души, сред които и жени, деца и старци, като повод за побоите са били и изпълняване на македонски народни песни, а в Македония възникват противосръбски настроения, изиграли немалка роля в отделянето ѝ от Югославия на следващата година.